# Got Some
«Got Some» — пісня американського рок-гурту Pearl Jam, що вийшла на другому синглі з альбому Backspacer (2009) разом із «Just Breathe».

## Історія створення
«Got Some» стала однією з перших пісень, написаних для чергового альбому Pearl Jam, разом із «Force of Nature». Музику до неї написав бас-гітарист Джеф Амент, а слова — вокаліст Едді Веддер. Швидка пісня розпочинається зі швидкого барабанного бою Метта Кемерона, після чого триває як агресивна композиція із мелодією, що добре запам'ятовується.
За словами Едді Веддера, «Це рок-н-рольна пісня. Одна з тих рок-н-рольних пісень, від яких добре на душі, особливо якщо вони грають гучно. На перший погляд, це дуже проста пісня, а потім ти чуєш рядок „Ви чули про дипломатичну рішучість?“ Я в захваті від такого». Приспів «Got some if you needed» (укр. Є трошки, якщо тобі потрібно) можна сприймати як звертання дилера до людини з наркотичною залежністю.

## Вихід пісні
Пісня «Got Some» увійшла до альбому Pearl Jam Backspacer, що вийшов 2009 року. Вона також була випущена на синглі з двома сторонами «А»: Got Some / Just Breathe, що вийшов 16 листопада 2009 року на лейблі Universal / Island Records обмеженим тиражем на компакт-дисках та вінілових платівках. Попри статус синглу з двома рівноцінними піснями, більшість ротації дісталась «Just Breathe», яка стала однією з найуспішніших пісень гурту. «Got Some» навіть не потрапила до американських пісенних чартів.

## Місця в чартах
| Хіт-парад (2009)           | Найвища позиція |
| -------------------------- | --------------- |
| Polish Singles Chart (LP3) | 4               |